# Fodboldklubben Prespa
Fodboldklubben Prespa er en fodboldklub fra København stiftet i 1974, hvis førstehold spiller i Serie 2 under DBU København. Klubbens grundlæggere samt de fleste af dens spillere kommer fra byen Prespa i den sydvestlige del af Makedonien og deraf navnet.
FK Prespa, som hører under Foreningen PrespaDK (tidligere Den Makedonske Forening Prespa), er en traditionsrig klub, som har eksisteret i 35 år. Klubben har haft op- og nedture gennem årene med deltagelse i Danmarksserien som sin bedste placering. Klubben fik dispensation til at spille i Danmarksserien i forbindelse med sit 25-års jubilæum i 2000. Kampene har været samlingspunkt for makedonere i Københavnsområdet, og FK Prespa er også kendt for sit store tilskuertal blandt seriehold. Deres kampe runder tit et tilskuertal på 200.
Klubben har tidligere været involveret i flere disciplinærsager, men den seneste ligger tilbage til før årtusindeskiftet. Klubben er blevet rost for sin evne til at danne nye fællesskaber på tværs af etniske forskelle.